# Fairfax (Missouri)
Pour les articles homonymes, voir Fairfax.
Fairfax est une ville du comté d'Atchison, dans le Missouri, aux États-Unis,. Située au sud du comté, elle est incorporée en 1908.

## Démographie
Lors du recensement de 2010, la ville comptait une population de 638 habitants. Elle est estimée, en 2016, à 591 habitants.

## Source de la traduction
- (en) Cet article est partiellement ou en totalité issu de l’article de Wikipédia en anglais intitulé « Fairfax, Missouri » (voir la liste des auteurs).